# أمين عام

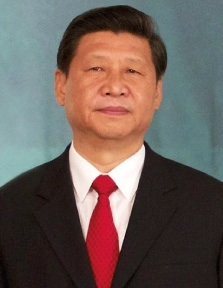

الأمين العام هو اسم منصب يطلق على رئيس نقابات عمالية، ومنظمات، وأحزاب سياسية وغير ذلك.